# 人力車
人力車（英語：Pulled rickshaw）是一种人力交通工具，属于黄包车中的一种。人力车以跑者为动力，拉动可坐一到两个人的两轮车。

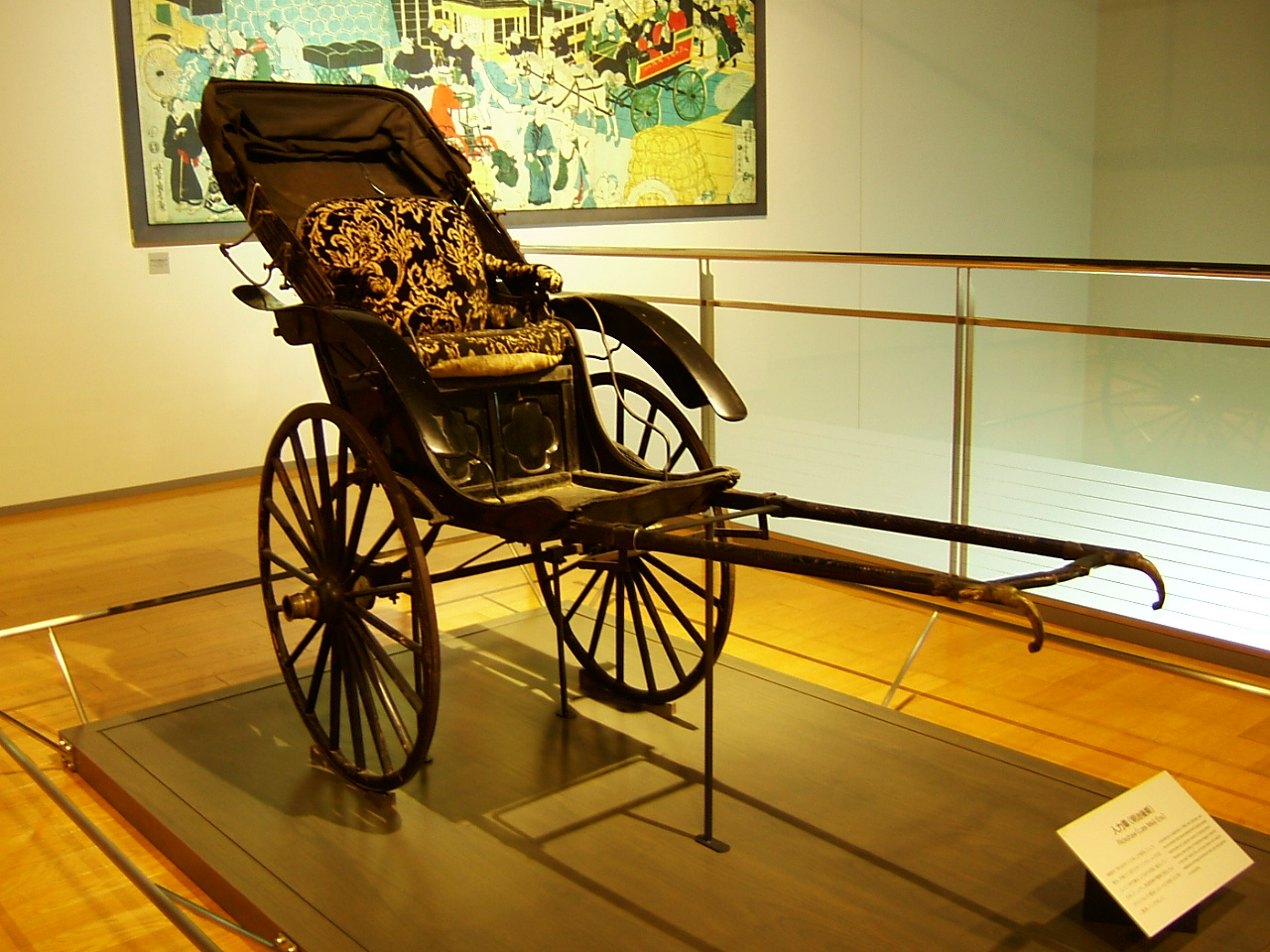
日本博物館中的人力車

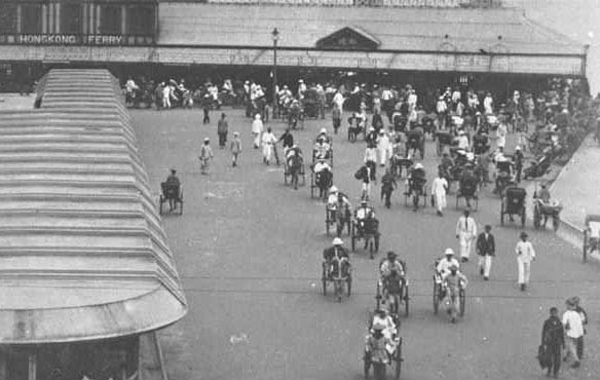
1927年香港尖沙咀天星碼頭前的人力車

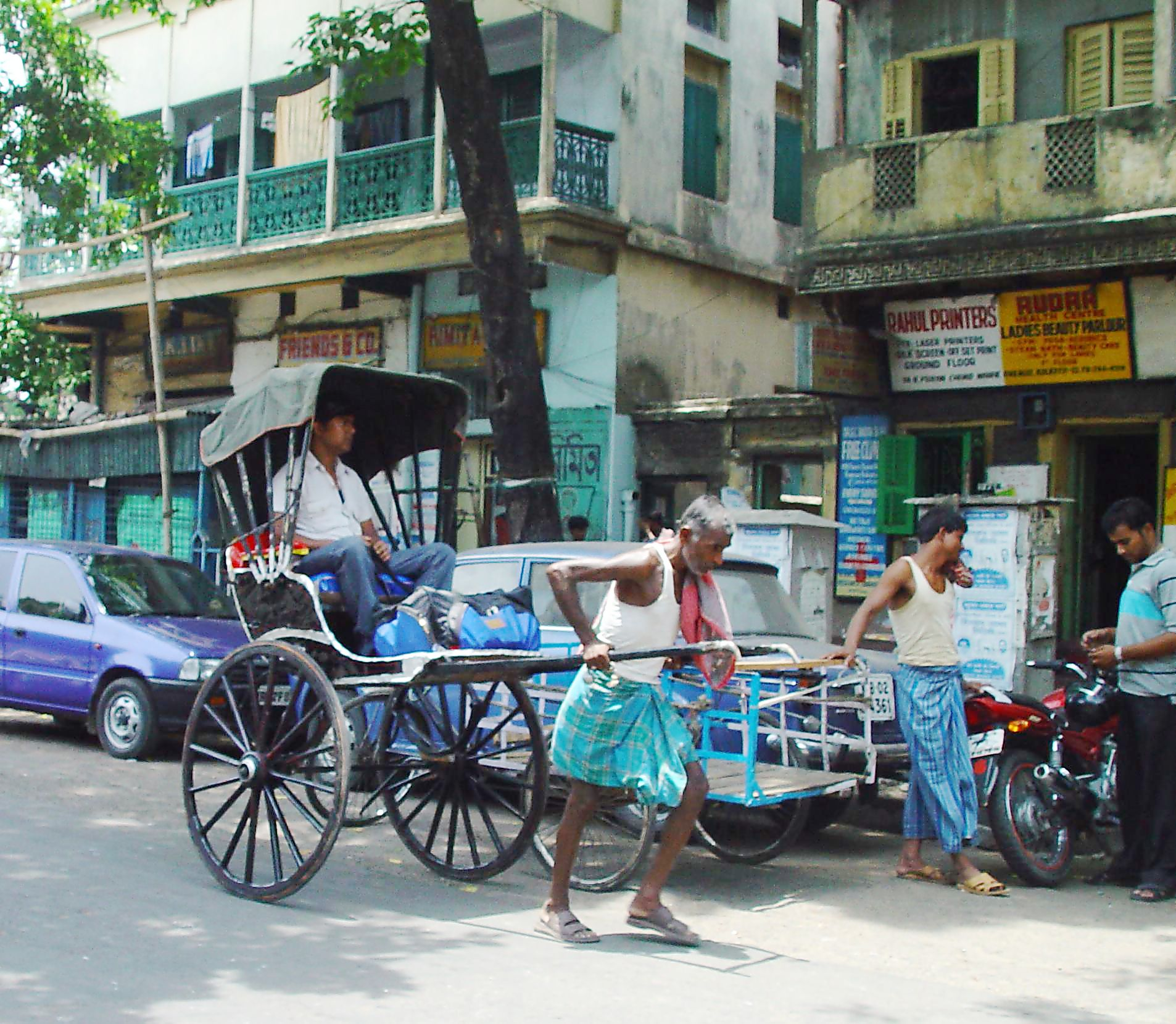
印度加爾各答的人力車

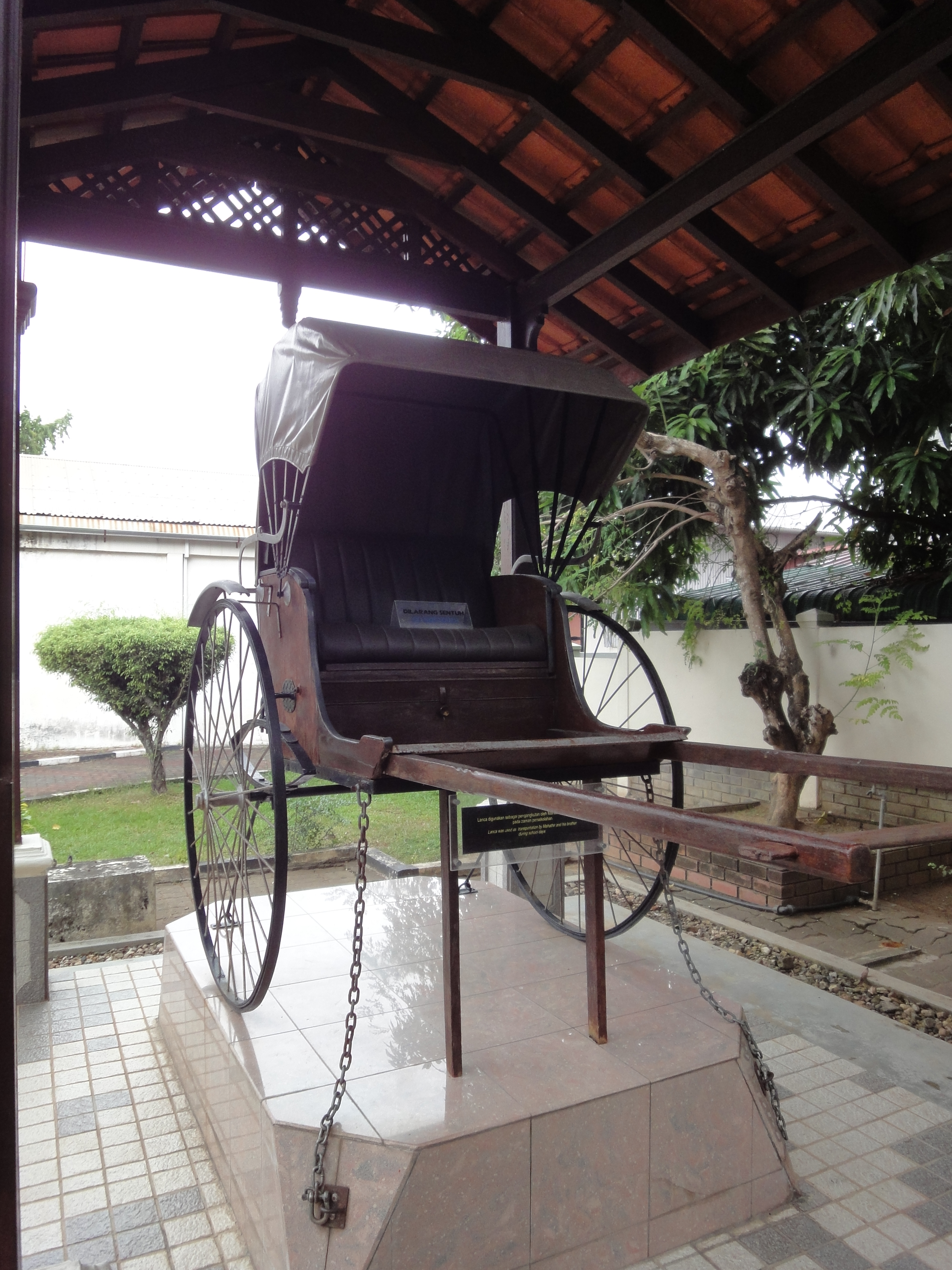
马来西亚前首相马哈迪·莫哈末故居的人力车

人力車主要在19世紀末到20世紀初，汽車尚未發達的時代，在亞洲各國的城市地區作為主要的交通工具。20世紀後半以後其交通工具的功能逐漸被三輪車或機動三輪車所取代，現在主要是在觀光景點使用。近年来，出于对人力车工人福利的考虑，许多国家已不鼓励甚至禁止人力车的使用。

## 起源
漢代時即有一種用人力拉行的車輛，稱作輦。

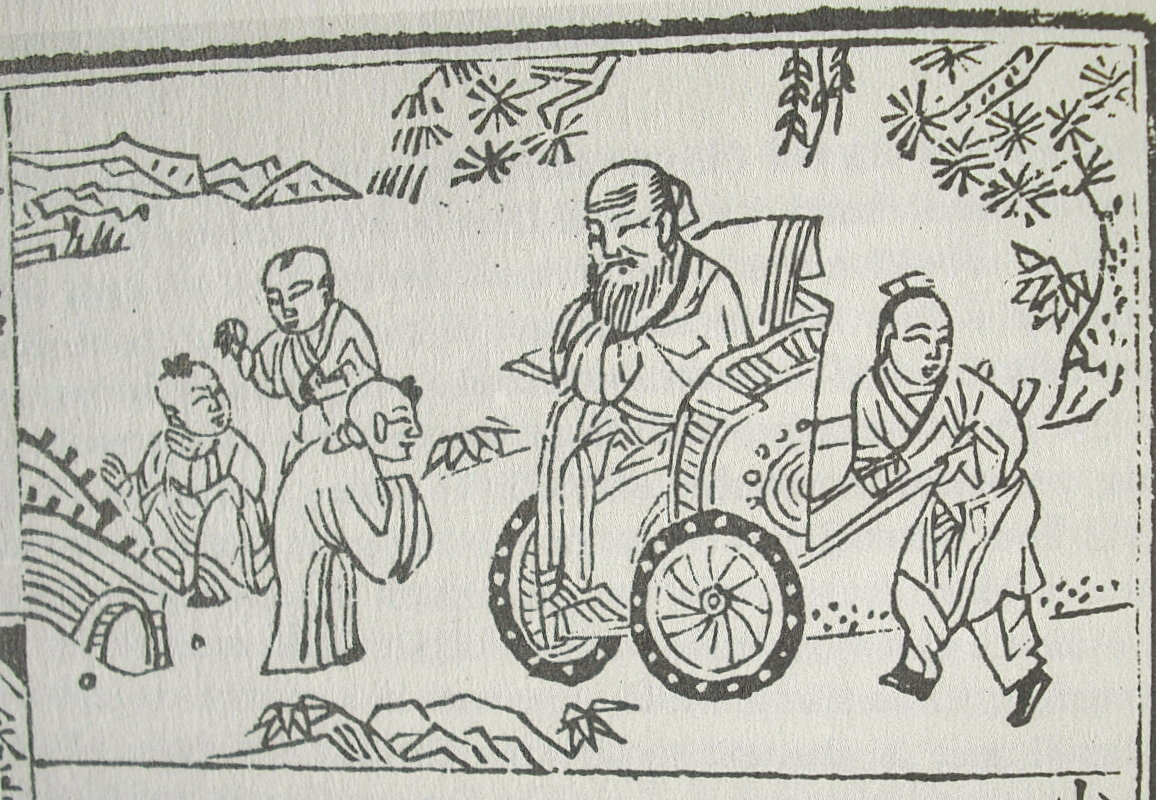
「孔子問答‧小兒論」（1680年）的插畫

清康熙本《孔子問答‧小兒論》插畫即出現後推型的人力車。有別於需站在車上的馬戰車，可供長者乘坐的兩輪車，不晚於漢代出現，即所謂的「安車蒲輪」。
人力車最早在1869年在日本被发明出来。而具体发明者则有多种说法，比较广泛为人接受的说法是洋介泉（Izumi Yosuke），也有说法称是由美国传教士乔纳森·斯科比（Jonathan Scobie）或是美国铁匠艾伯特·杜尔曼（Albert Tolman）发明。最早僅是個人在橫濱街上使用，但很快即開始在當地流傳使用，在幾年之間已經成為日本大城市的重要交通工具。
英語作Rickshaw，來自於日語“人力車”jinrikisha中的“力車”rikisha。

## 中國大陸

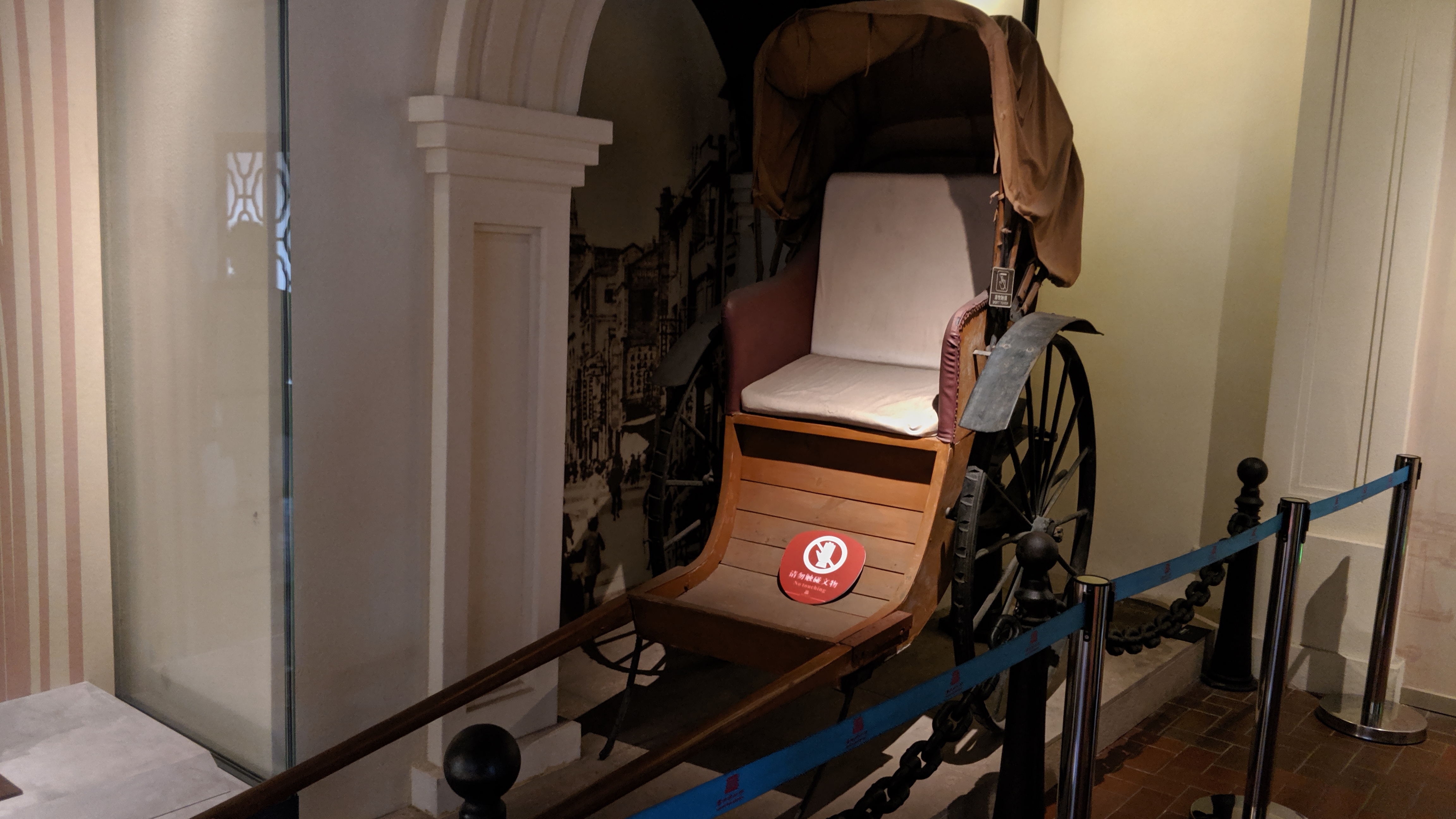
广州博物馆馆藏黄包车

### 引進
1873年，一位叫梅納（Menard）的法國商人從日本抵達上海，試圖把人力車引進中國以圖獲利，獲得了法租界公董局的同意。公董局以發放牌照收稅的方式來作管理。1874年米拉正式成立了公司，到該年底，在上海已有十家公司成立，有近千輛人力車在營業。其後逐漸在上海各地區流行起來，到1914年時，僅公共租界就有9178輛的人力車。
除了在上海之外，人力車也很快地傳布到中國各個大城市。1906年，人力車引進到成都；著名小說家老舍所著的《駱駝祥子》之中，便描寫了北京的人力車夫的生活。

### 改良
引進中國之後的幾十年間，人力車也作了許多的技術改進，包括輪子由木輪先改成橡皮輪，最後改用打氣的輪胎，增加了行走的穩定度；增加了靠背和彈簧坐墊，以使乘客舒適；增加了車燈以利晚間的行動。

### 經營
在民初上海的人力車公司經營方式早期主要是由外國成立的人力車公司，購買人力車，並向租界當局登記買牌照，之後再租給中國的中間商，再轉租給人力車伕作生意，到20世紀開始，逐漸出現中國商人的公司登記競爭。由於當時人力車造價因技術發達而日漸下降，公司購買一輛人力車，約出租一個月就能收回成本，因此成為當時獲利甚豐的行業。

### 人力車夫
出勞力的人力車夫的生活一般都辛苦，在1930年代，搭乘人力車的價錢大約是一英里收費不到20分，比當時乘出租汽車要便宜很多，一般市民可以負擔的起，加上人力車相較於汽車而言，可以進入許多較窄的巷弄，因此成為市民主要的交通工具。但人力車伕花費大量的勞力，但所得扣除租車費用之後，收入甚少。據估計，在1930年代，上海約有80000左右的人以拉人力車維生，大多是外地移入的下層貧民。後來由於脚踏三轮车的發展，黄包车失去竞争力。1956年，上海最后两辆黄包车作為展品被送入博物馆。

## 臺灣
1887年第一批人力車從上海引進臺灣:52。第二次世界大戰結束後，人力車開始被三輪車取代。中華民國交通法規曾經將人力車列爲一種慢車，而中華民國道路交通標誌也曾經有禁止人力車進入標誌，但隨著人力車早就被全面淘汰停駛，中華民國道路交通標誌也已經取消禁止人力車進入標誌。（中華民國道路交通安全規則第116條規定，各直轄市、縣（市）政府（原規定各省及直轄市）因地方交通發展，對各種慢車認為須予淘汰者，報請行政院核定後公告禁止行駛。）一些地方尚有觀光用途三輪車留存，例如旗津及鹿港。

## 香港

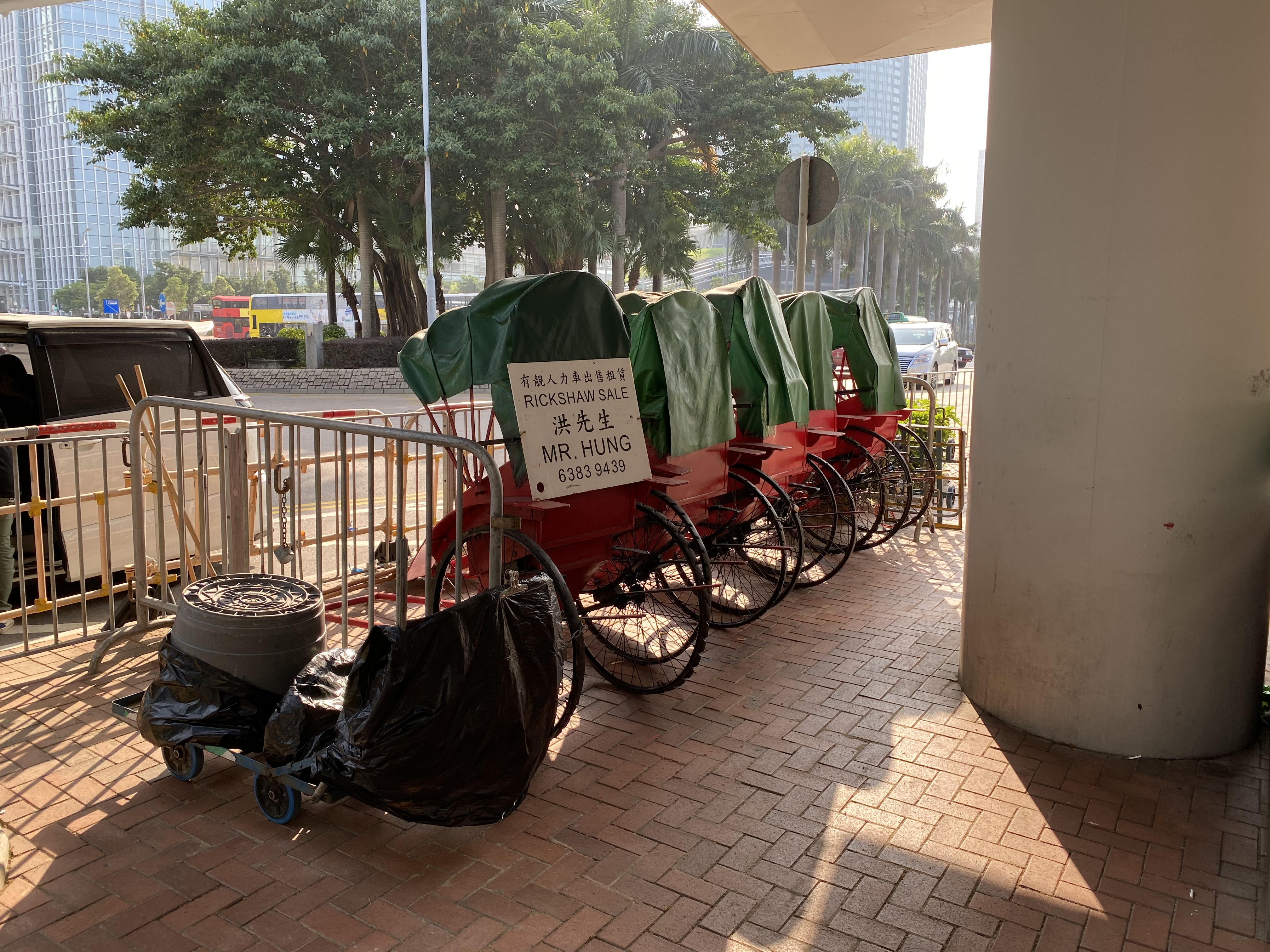
香港的人力車

香港的人力車於1874年1月由一位商人從日本購入，幾年間成為一種流行的交通工具，並在1883年開始規管人力車出租服務，主要對車輛的牌照及車伕的儀容（「陸軍裝」髮型及不可留長指甲）作規管。人力車在香港的數目由1896年的585輛倍增至1920年代超過3,000輛。但隨著1924年引入出租汽車（的士），以及私家車開始流行，富裕人家紛紛購置，再加上巴士及電車的普及，人力車的需求開始減少。
在日佔時期，由於大部分的運輸工具被戰火摧毀，或被日軍充公，民用的運輸工具所剩無幾。而且當時燃料嚴重短缺，公共交通工具收費高昂，經常停駛，因此人力車又再度普及起來。日治政府為了方便管理，把戰前的人力車店統一管理，成立了「香九人力車業組合」。
第二次世界大戰後隨着社會現代化發展，人力車又開始衰落，1968年港英政府已停止向人力車發牌，至1970年已減至不足200個持牌車伕，約於1980年代起以變成以遊客為對象，至2013年僅餘3個持牌車伕。
2021年1月1日，被稱為「香港最後一位人力車伕」的洪伯接受媒體訪問，指因為身體轉差及上年肺炎疫情對旅遊業的影響，故已在2020年決定退休。同時，運輸署指出現仍有兩個有效的人力車牌照，亦從未停止簽發新牌照，惟條件包括只能在指定路綫及時間拉車。

## 澳門

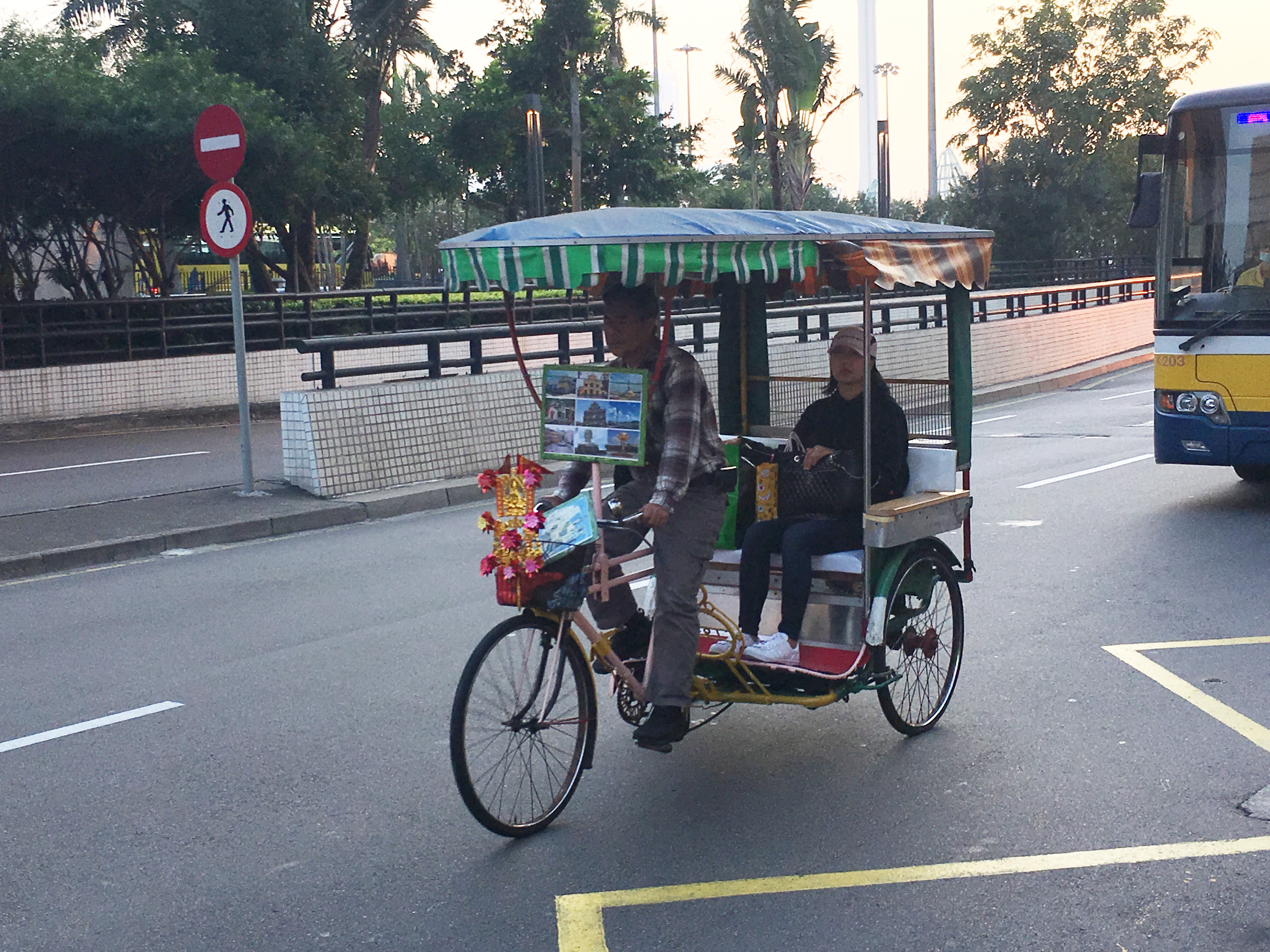
澳門的人力車

人力車主要在外港碼頭和葡京酒店處設有車站。

## 印度

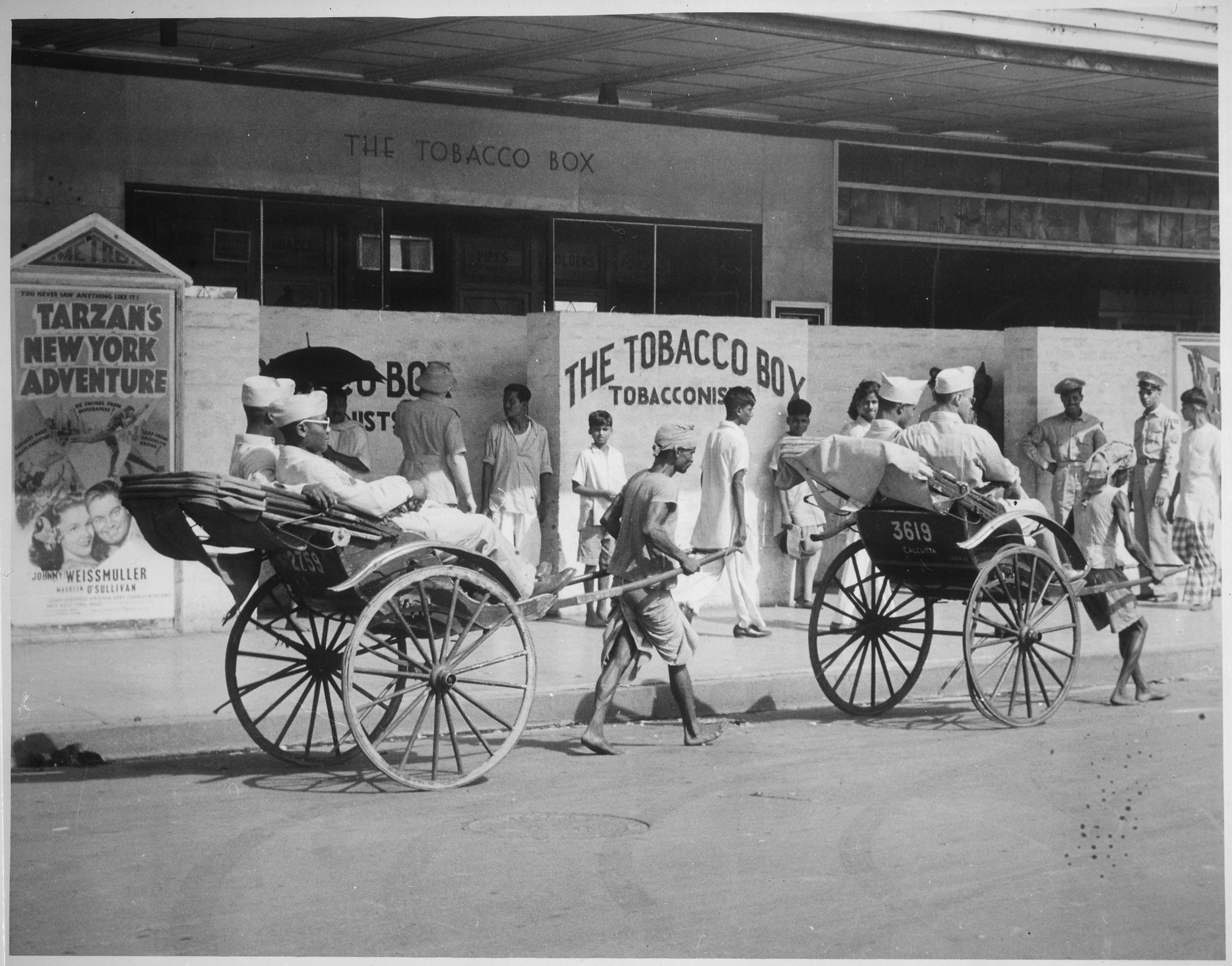
印度的人力车（攝於1943年7月）

人力車約在1880年前後傳入印度的西姆拉、加爾各答等地，最初主要是華商及西方人私自使用，到了1914年才開始允許載客作生意。此外，在19世紀末期，黃包車也傳布至東南亞各地的大城市，成為重要的交通工具。

## 外部連結
维基共享资源上的相關多媒體資源：人力車